# 向坤功
向坤功（1562年—1637年10月13日），童名真滿金，號坤功，是琉球國第二尚氏王朝君主尚永王之妃，封島尻佐司笠按司加那志。她是尚清王兒子尚桓（北谷王子朝里）之女。
向氏與尚永王育有二女，長女尚蘭叢為尚寧王妃，次女尚月嶺為聞得大君加那志。